# الحياة البرية في أذربيجان
تتكون الحياة البرية في أذربيجان من النباتات والحيوانات وموائلها الطبيعية.
رمز الحيوانات في أذربيجان هو حصان كاراباخ (بالأذرية: Qarabağ Atı) وهو نوع من الخيول الأذربيجانية القديمة. وقد زرع في منطقة كاراباخ في أذربيجان. يُعد هذا الحصان واحد من أقدم السلالات حيث تعود أصوله إلى العالم القديم.
تختلف البيئة الطبيعية لأنواع الحيوانات داخل أذربيجان. فالبعض منها يسكن البحيرات، وأجزاء من المناطق الجبلية بينما تنتشر الأنواع الأخرى في جميع أنحاء البلاد.
تم إنشاء عدد من المحميات الطبيعية للحفاظ على الحيوانات والنباتات الطبيعية.

## الحيوانات

### الثدييات
تمتلك أذربيجان أكبر عدد من أنواع الثدييات في أوروبا. حيث تم تسجيل 107 أنواع من الثدييات في أذربيجان، ثلاثة منها أنواع فريدة. الأنواع شعبية هي طور غرب القوقاز والتي تسكن في جمهورية نخجوان الذاتية والمنحدرات الغربية من القوقاز الكبرى في بالاكن، قابالا، وإسماعيلي.

#### الحاشرات
- القنفذ في أوروبا الشرقية، إرولاسوس كونسولور
- القنفذ أبيض الصدر الشمالي، Erinaceus roumanicos
- القنفذ طويل الأذن، Hemiechinus auritus
- الخلد المشرقي، Talpa levantis
- الزبابة Gueldenstaedt ل ، Crocidura gueldenstaedti
- الزبابة Bicolored ، Crocidura leucodon

schelkovnikovi

#### الخفافيش
- الخفاش الأوروبي ذو الذيل الحر، Tadarida teniotis
- خفاش كوهل، Pipistrellus kuhlii
- Myotis blythii
- Myotis mystacinus
- Eptesicus serotinus
- خفاش الحذوة الصغير
- خفاش الحذوة الكبير،
- Eptesicus bottae
- خفاش حذوة ميهيلي Mehely ، Rhinolophus mehelyi
- Myotis emarginatus
- Plecotus auritus
- Nyctalus noctula
- Hypsugo savii
- pipistrelle Nathusius Pipistrellus nathusii
- Vespertilio murinus
- Miniopterus schreibersii
- خفاش الحذوة المتوسطي، Rhinolophus euryale

#### أرنبيات الشكل
- القواع الأوروبي ، Lepus europaeus
- الأرنب الأوروبي ، cuniculus Oryctolagus

#### القوارض
- فأر المنازل، Musculus Musculus
- الجرذ البني، Rattus norvegicus
- فأر الحقل، Apodemus uralensis
- فأر أصفر الصدر، Apodemus fulvipectus
- قداد مهاجر ، Cricetulusigratorius
- عكبر اجتماعي ، Microtus socialis
- يربوع صغير خماسي الأصابع
- يربوع فراتي
- الجرد الليبي Meriones libycus
- Meriones tristami
- Meriones persicus
- Meriones vinogradovi
- Meriones meridianus
- قداد تركي ، Mesocricetus brandti
- قداد فأري أوراري
- Ellobius lutescens
- فأر المنازل
- زغبة مأكولة
- زغبة الغابات
- عكبر حقلي ، Microtus arvalis
- فأر حقل الثلوج القوقازي، GUD Chionomys
- Chionomys roberti
- Apodemus ponticus
- Apodemus agrarius
- فأر الحصاد الأوروآسيوي Apodemus hyrcanicus
- Microtus daghestanicus
- Microtus majori
- Microtus nasarovi
- السنجاب الفارسي Sciurus anomalus
- السنجاب الأحمر Sciurus vulgaris
- الشيهم الهندي،
- جرذ أسود، Rattus rattus
- كيب (حيوان)

#### آكلات اللحوم
- الذئب الرمادي
- ابن آوى الذهبي ، Canis aureus
- الثعلب الأحمر ، Vulpes vulpes
- خز الزان، Martes foina
- غرير أوروبي
- ابن عرس صغير
- قضاعة أوراسية، Lutra lutra
- وشق أوراسيا
- الدب البني
- ضبع مخطط، Hyaena hyaena

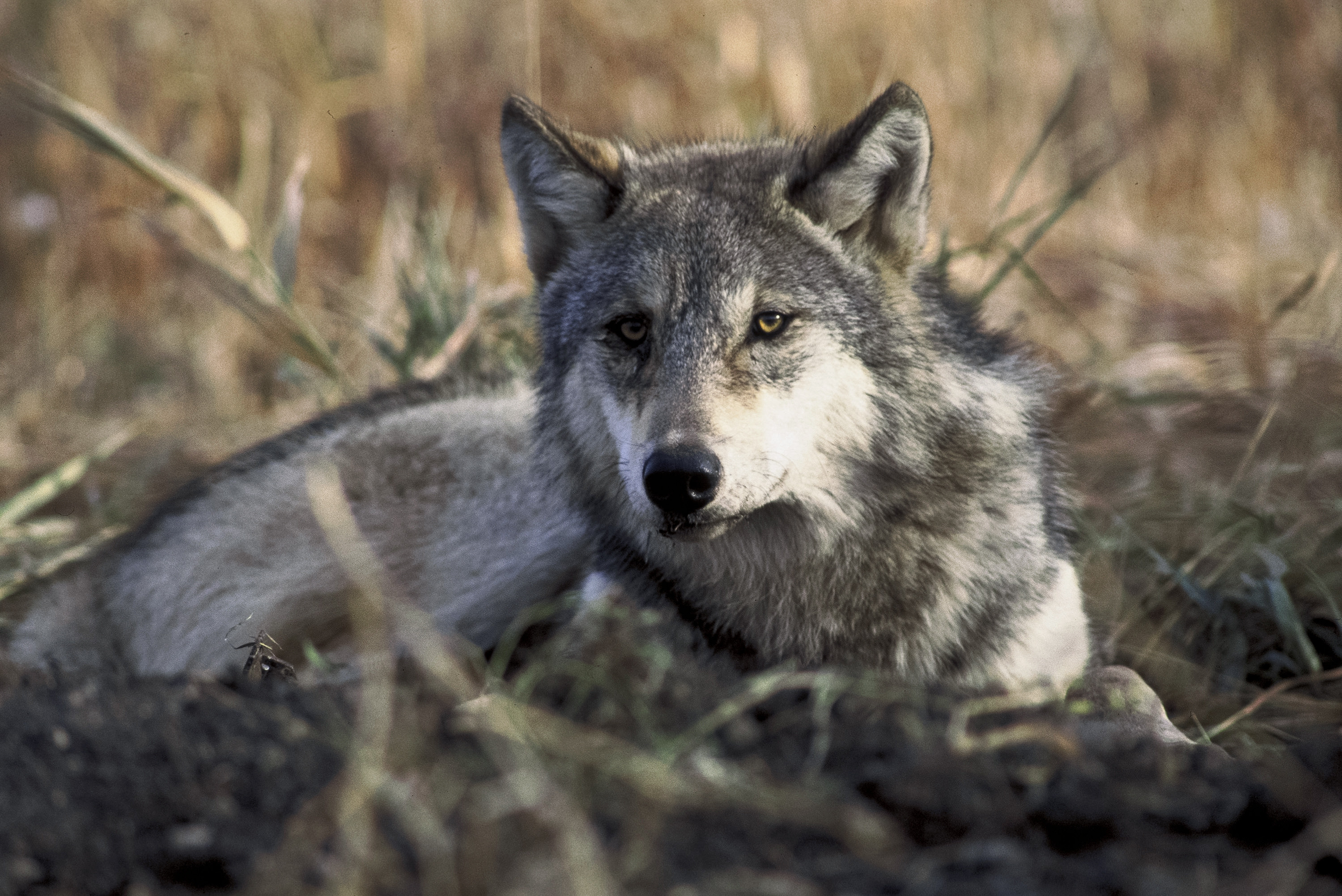
الذئب الرمادي.

- خز الصنوبر الأوروبي، Martes martes
- القط البري الأوروبي
- ابن عرس منتن مجزع، Vormela peregusna
- تفة، فيليس chaus
- النمر الفارسي saxicolor panthera pardus [2]
- الراكون

المنقرضة هي:
- الفهد الآسيوي منذ القرن الثامن عشر
- ببر قزويني منذ بداية القرن العشرين
- أسد آسيوي منذ العصور الوسطى [3]

#### زعنفيات الأقدام
- فقمة بحر قزوين- Pusa caspica

#### مزدوجات الأصابع
- خنزير بري، Sus scrofa
- يحمور أوروبي، Capreolus capreolus
- أيل أحمر
- غزال الريم
- الشامواه، Rupicapra rupicapra
- الماعز البري، Capra aegagrus
- ضأن بري
- طور القوقاز الشرقي ، Capra cylindricornis

### سمك

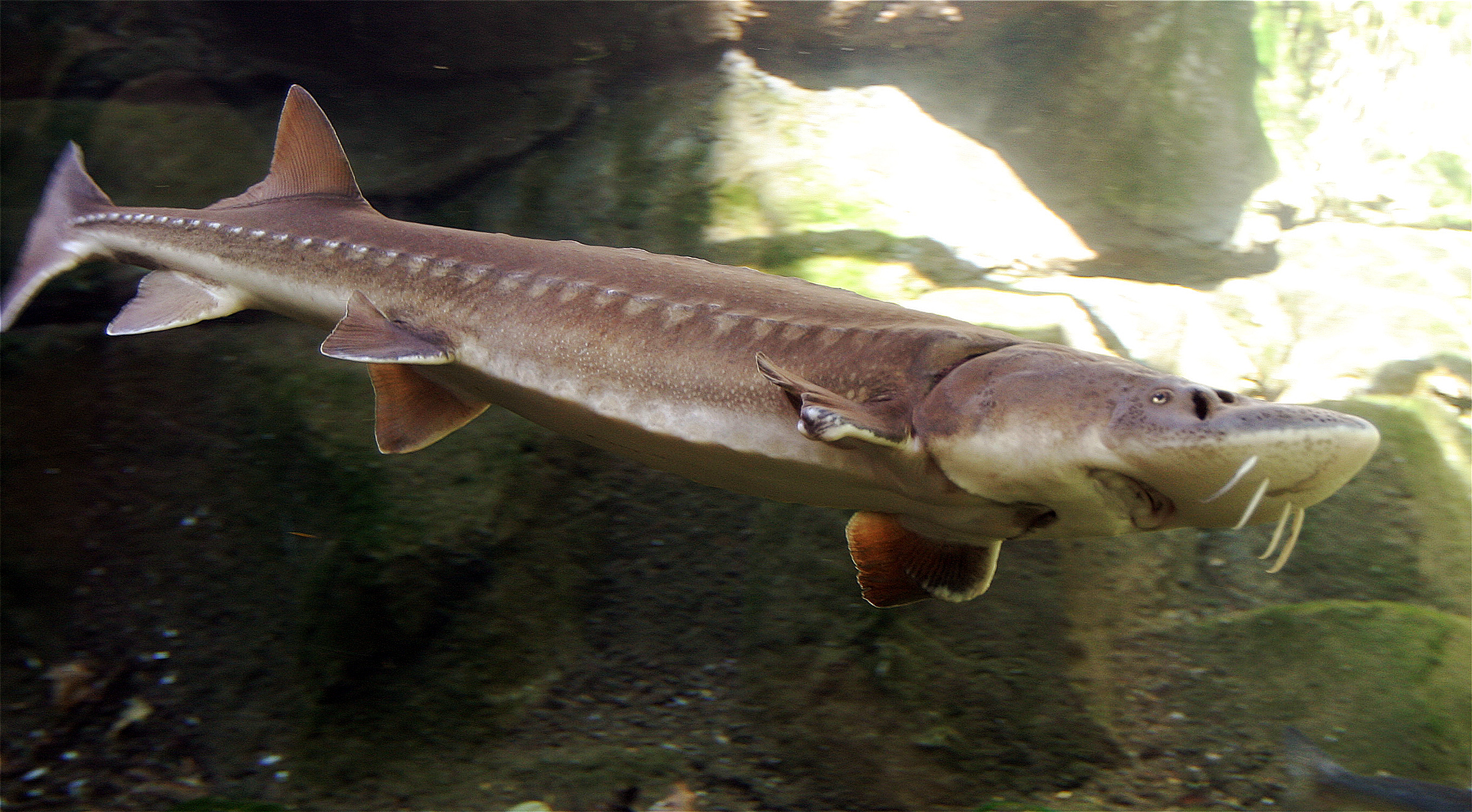
وحش بحري.